# Кінний спорт на літніх Олімпійських іграх 1912

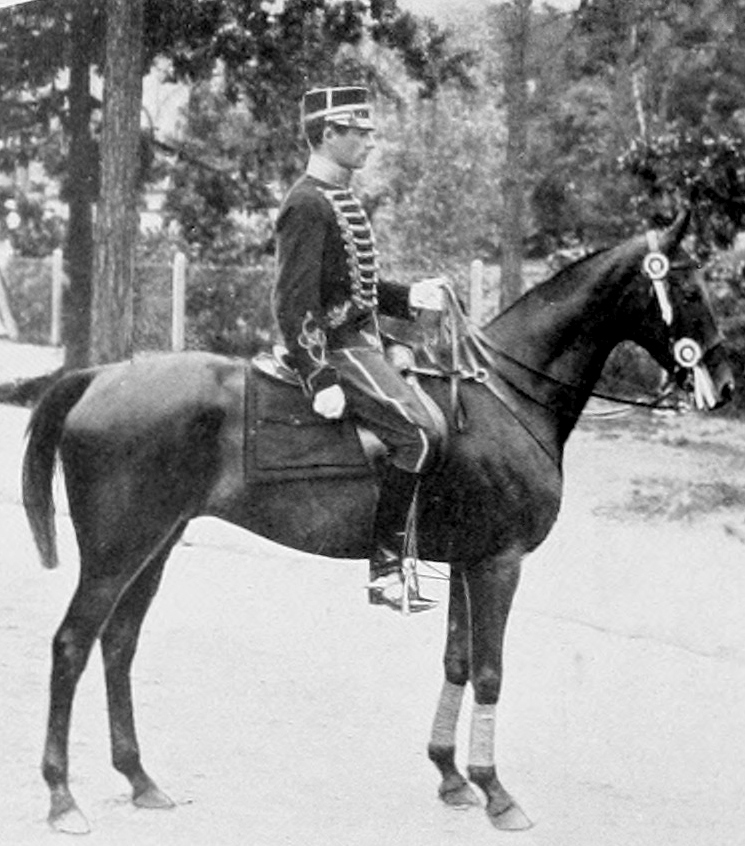
Аксель Нордландер, Чемпіон ОІ 1912 у триборстві

Змагання з кінного спорту на літніх Олімпійських іграх 1912 у Стокгольмі відбулися у період з 13 липня по 17 липня. Було розіграно 5 комплектів нагород. Вершники визначали чемпіонів у особистих та командних змаганнях з триборства та конкуру, а у виїздці відбулися лише індивідуальні змагання. Кінний спорт був відсутнім у програмі Олімпійських ігор починаючи з 1900 року, тож змагання у Швеції стали другим в історії олімпійським турніром з кінного спорту.
У змаганнях взяли участь наступні країни: Бельгія, Велика Британія, Данія, Німеччина, Норвегія, Росія, США, Франція, Чилі, Швеція, проте лише шведи та німці було в змозі виставити повноцінні команди в усіх трьох видах змагань, а в деяких командах один і той самий вершник брав участь у декількох дисциплінах. Загалом на змаганнях з кінного спорту у Стокгольмі були задіяні 62 вершника та 70 коней.
Олімпійські ігри 1912 стали закінчилися справжнім тріумфом шведських вершників, які здобули 4 золоті нагороди з п'яти можливих. Порушити їх гегемонію далося лише французькому спортсмену Жану Каріу, який став найкращим у індивідуальному конкурі.

## Дисципліни
Медальні комплекти було розіграно у наступних змагальних дисциплінах:
- Індивідуальна виїздка
- Індивідуальне триборство
- Командне триборство
- Індивідуальний конкур
- Командний конкур

## Формат змагань

### Виїздка
У змаганнях з виїздки взяв участь 21 спортсмен з 8 країн. Від формату проведення змагань початку XXI століття тогочасна виїздка відрізнялася відсутністю у програмі таких елементів як піаффе та пасаж, проте необхідністю виконати п'ять стрибків до 1,10 метру у висоту та подолати останню перешкоду — діжку, що котиться назустріч коню, який біжить. У цій змагальній дисципліні проводилися лише індивідуальні змагання, командна першість була відсутня.

### Триборство
У триборстві конкурували 27 вершників у індивідуальному заліку та 7 збірних у командному. Команда складалася з 3 чи 4 спортсменів, які мали бути військовими кавалеристами. Формат змагань сильно відрізнявся від того, що використовується нині. Змагання проводилися протягом п'яти днів. У перший день на вершників чекала їзда на витривалість, маршрут якої становив 55 кілометрів, які спортсмени мали подолати за 4 години. До маршруту входили 5 кілометрів їзди по пересіченій місцевості з 12 перешкодами, які треба було здолати протягом 15 хвилин. Другого дня коні відпочивали перед подальшими випробуваннями. Програма третього дня включала в себе 3500 метрів стипль-чезу з 10 перешкодами, які мали бути завершені менше ніж за 5 хвилин 50 секунд. Четвертий день складався зі змагань з конкуру на трасі з 15 перешкодами не більше ніж 1,30 метра заввишки та завширшки 3 метри. У заключний день відбувалися виїздкові виступи. Кожна стадія оцінювалася показниками до 10 балів.

### Конкур
40 вершників з 8 країн боролися за медалі у індивідуальному та командному конкурі на Олімпійських іграх 1912 у Стокгольмі. Кожен з них мав пройти трасу з перешкодами, що були не вищі за 1,40 метрів та становили 4 метри у ширину. Норматив середньої швидкості проходження дистанції був встановлений на позначці 400 м/хв. Індивідуальні та командні змагання проводилися на одному маршруті, проте окремо. Найбільша кількість представників однієї країни у особистій першості була обмежена шістьма вершниками.

## Представництво країн
Загалом у змаганнях з кінного спорту на Олімпійських іграх 1912 взяли участь 62 спортсмени з 10 країн. Загальна кількість вершників, вказана у таблиці, може не збігатися з сумою кількості вершників за дисциплінами через те, що деякі спортсмени брали участь у декількох видах змагань, а дехто представляв країну лише у командному заліку. Найбільше представництво отримали господарі Ігор — шведи, які разом з Німеччиною стали єдиними країнами, які змогли виставити повноцінну команду на обидві командні дисципліни.
| Країна            | Індивідуальні | Індивідуальні | Індивідуальні | Командні   | Командні | Загалом |
| Країна            | Виїздка       | Триборство    | Конкур        | Триборство | Конкур   | Загалом |
| ----------------- | ------------- | ------------- | ------------- | ---------- | -------- | ------- |
| Швеція            | 6             | 4             | 6             | X          | X        | 17      |
| Німеччина         | 4             | 4             | 6             | X          | X        | 13      |
| Росія             | 1             |               | 6             |            | X        | 7       |
| Бельгія           | 2             | 4             | 2             | X          | X        | 4       |
| Данія             | 2             | 3             |               | X          |          | 4       |
| Франція           | 3             | 4             | 3             | X          | X        | 4       |
| США               | 2             | 4             |               | X          | X        | 4       |
| Велика Британія   |               | 4             | 3             | X          |          | 4       |
| Норвегія          | 1             |               | 3             |            |          | 3       |
| Чилі              |               |               | 2             |            |          | 2       |
| Загалом: 10 країн | 21            | 27            | 31            | 8          | 6        | 62      |

## Медалі

### Загальний залік
| Загальна кількість медалей |           |   |   |   |        |
| Місце                      | Країна    | 1 | 2 | 3 | Всього |
| 1                          | Швеція    | 4 | 1 | 1 | 6      |
| 2                          | Франція   | 1 | 1 | 1 | 3      |
| 3                          | Німеччина | 0 | 3 | 1 | 4      |
| 4                          | Бельгія   | 0 | 0 | 1 | 1      |
| 5                          | США       | 0 | 0 | 1 | 1      |
| Усього                     | Усього    | 5 | 5 | 5 | 15     |

### Медалісти
| Дисципліна               | 1 | 2 | 3 |
| Індивідуальна виїздка    | Карл Бунде (SWE) Кінь: Emperor | Густаф Больтенстерн (SWE) Кінь: Neptun | Ганс фон Бліксен-Фінекке (SWE) Кінь: Maggie |
| Індивідуальне триборство | Аксель Нордландер (SWE) Кінь: Lady Artist | Фрідріх фон Рохов (GER) Кінь: Idealist | Жан Каріу (FRA) Кінь: Cocotte |
| Командне триборство      | Швеція - Аксель Нордландер · Кінь: Lady Artist - Нільс Адлеркройтц · Кінь: Atout - Ернст Каспарссон · Кінь: Irmelin - Генрік Горн · Кінь: Omen    | Німеччина - Фрідріх фон Рохов Кінь: Idealist - Ріхард фон Шесберг Кінь: Grundsee - Едуард фон Люткен Кінь: Blue Boy - Карл фон Моерс Кінь: May-Queen | США - Бен Лір · Кінь: Poppy - Джон Монтгомері · Кінь: Deceive - Гай Генрі · Кінь: Chiswell - Ефрейм Грехем · Кінь: Connie                                          |
| Індивідуальний конкур    | Жан Каріу (FRA) Кінь: Mignon | Рабод фон Крьохер (GER) Кінь: Dohna | Еммануель де Бломмер (BEL) Кінь: Clomore |
| Командний конкур         | Швеція - Густаф Левенгаупт · Кінь: Medusa - Густаф Кільман · Кінь: Gåtan - Ганс фон Розен · Кінь: Lord Iron - Фредрік Розенкрантц · Кінь: Drabant | Франція - Мішель Дюфур · Кінь: Amazone - Жан Каріу · Кінь: Mignon - Бернард Меєр · Кінь: Allons-y - Альберт Зайгнер · Кінь: Cocotte                  | Німеччина - Сігізмунд Фрайер Кінь: Ultimus - Вільгельм фон Гогенау Кінь: Pretty Girl - Ернст Делох Кінь: Hubertus - Фрідріх Карл, принц Прусський Кінь: Gibson Boy |